# Grube Mehlbach
Die Grube Mehlbach war ein Bergwerk auf Silber, Blei und Kupfer bei Weilmünster. Abgebaut wurden silberhaltige Fahlerze. Von den 125 Bergwerken auf Kupfer, Blei, Zink und Silber in der Lahnmulde gilt es als das ergiebigste. Ab dem 16. Jahrhundert wurde zudem Schiefer, im 19. Jahrhundert auch Eisen abgebaut. Erste urkundliche Erwähnung war bereits 1495, die Stilllegung erfolgte 1921, es wurde also über 426 Jahre lang Bergbau auf der Grube Mehlbach betrieben.

## Geschichte

### Blütezeit im 15. und 16. Jahrhundert
Die älteste bekannte nassau-weilburgische Bergordnung ist von 1495 und regelt bereits den Betrieb auf der Vorläufergrube, der Erzgrube „umb Wilmonster uff dem Nuwenberge, das Smytgin genannt“. Smytgin wird als Schmidtchen oder Schmiedchen gedeutet. Am 2. März 1536 wird eine neue Bergordnung von Graf Philipp III. von Nassau-Weilburg erlassen. Graf Philipp sichert hierin den Betreibern der Grube umfangreiche Rechte zu, die wichtigsten Punkte der Bergordnung waren:
- Erbstollen-Gerechtigkeit: eine gesicherte Grundlage für den Bau und Betrieb der besonders langen und teuren Stollen zur Entwässerung der Grube (Wasserlösung)
- die Betreiber erhalten unentgeltlich Bau-, Röst- und Holzkohle aus den gräflichen Waldungen
- Philipp bewilligt den Betreibern an jedem Dienstag in dem Flecken Weilmünster einen abzuhaltenden Markt
- er verleiht ihnen Zoll- und Accisfreiheit für alle Waren, also eine Steuerbefreiung auch bei der Akzise
- Philipp gesteht ihnen Jagd- und Fischerei-Gerechtsame auf eine halbe Meile Umkreis um Weilmünster zu, mit alleiniger Ausnahme der Jagd auf Rotwild.
- den Betreibern wird das unbeschränkte Recht zum Bau von Wohnungen, Mühlen und Bäckereien zum eigenen Bedarf zugestanden – das erforderliche Bauholz wird aus gräflichen Waldungen gegen Bezahlung geliefert
- schließlich werden den Betreibern auf 10 Jahre alle Abgaben und Dienste erlassen, also Freiheit von Steuern, Leibbede (Abgabe der Leibeigenen[2]), Atzung (Nahrung), Schatzung, Einlager und Frondiensten

Als regionale Besonderheit gilt eine weitere gräfliche Urkunde vom 16. November 1536, mit dieser ernennt Philipp den Meinhard Wolff für ein Jahr zum Bergmeister der Grube und sichert ein Gehalt von 100 Rheinischen Gulden und eine freie Dienstwohnung zu. Dies ist bemerkenswert, da in der damaligen Zeit in der Region üblicherweise die Bergmeister gewerkschaftliche Betriebsbeamte sind und nicht wie hier Beamte des Regalherrn. Gleichzeitig bestellt Graf Philipp auch Friedrich Velten als Schmelzer und sichert ihm einen Wochenlohn von 1 Rheinischen Gulden zu. Wird in der Grube gearbeitet, so haben die Gewerken den Lohn zu tragen, liegt der Betrieb still übernimmt der Graf die Entlohnung – der Schmelzer ist also ein erster Beamter einer Bergbehörde, die der Graf hier verkörpert.
Neue Hinweise über das Bergwerk gibt es erst wieder 1559, Urkunden des Landesherrn beschreiben in drei Verzeichnissen den Bergbau im Raum Weilmünster. Darin wird auch die Grube Smytgin als aktiv gelistet, jetzt unter dem Namen Grube auf dem Neuberg. Im Laufe des Jahres 1564 herrschte auf allen Bergwerken bei Weilmünster reges Treiben, in diesem Jahr entstand auch vermutlich die Wasserkunst zur Hebung der in die Grube einströmenden Wasser. Da im Bereich der Schächte der Grube auf dem Bergrücken des Neubergs kein Bach- oder Flusslauf Wasserenergie liefern konnte, wurde ein aufwändiges, bewegliches über einen Kilometer reichendes Holzgestänge bis in den Talgrund errichtet, um die Wasserpumpen auf dem Berg in Bewegung zu halten. Es wurde durch die Wasser des Mehlbachs angetrieben, wie auch das Pochwerk zur Zerkleinerung der Erze. Diese Wasserkunst war viele Jahrzehnte in Betrieb und wurde erst 1750 als in früherer Zeit in Betrieb bezeichnet.
Der Bergbaubetrieb wurde die nächsten Jahre fortgesetzt, im März 1578 wird die Grube an eine neue Gesellschaft verliehen – unter Führung von Melchior Huscher aus Schneeberg (Erzgebirge), der Name der Grube ist jetzt St. Elisabet Fundgrube. Um 1600 scheint der Grubenbetrieb zum Erliegen gekommen zu sein. Im Januar 1609 wird einem Roland Krug zu Nidda das Recht für das Freischürfen des alten Bergwerks auf dem Neuberg erteilt. Der Betrieb geht bis in die 1620er Jahre mit Unterbrechungen, dann verhindert der Krieg weiteren Abbau.

### Verwüstung im Dreißigjährigen Krieg – 17. Jahrhundert

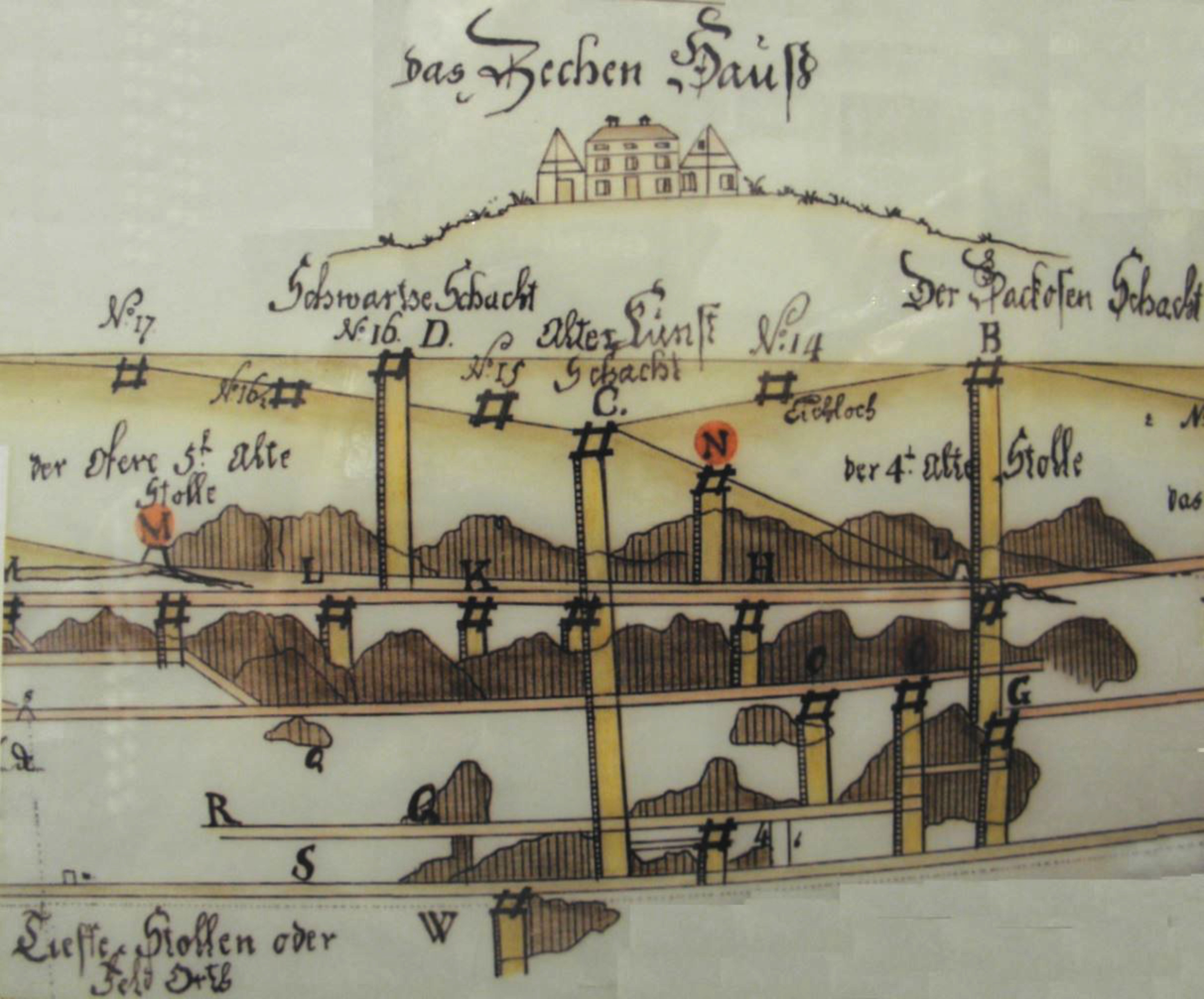
Ausschnitt Grubenplan 1750

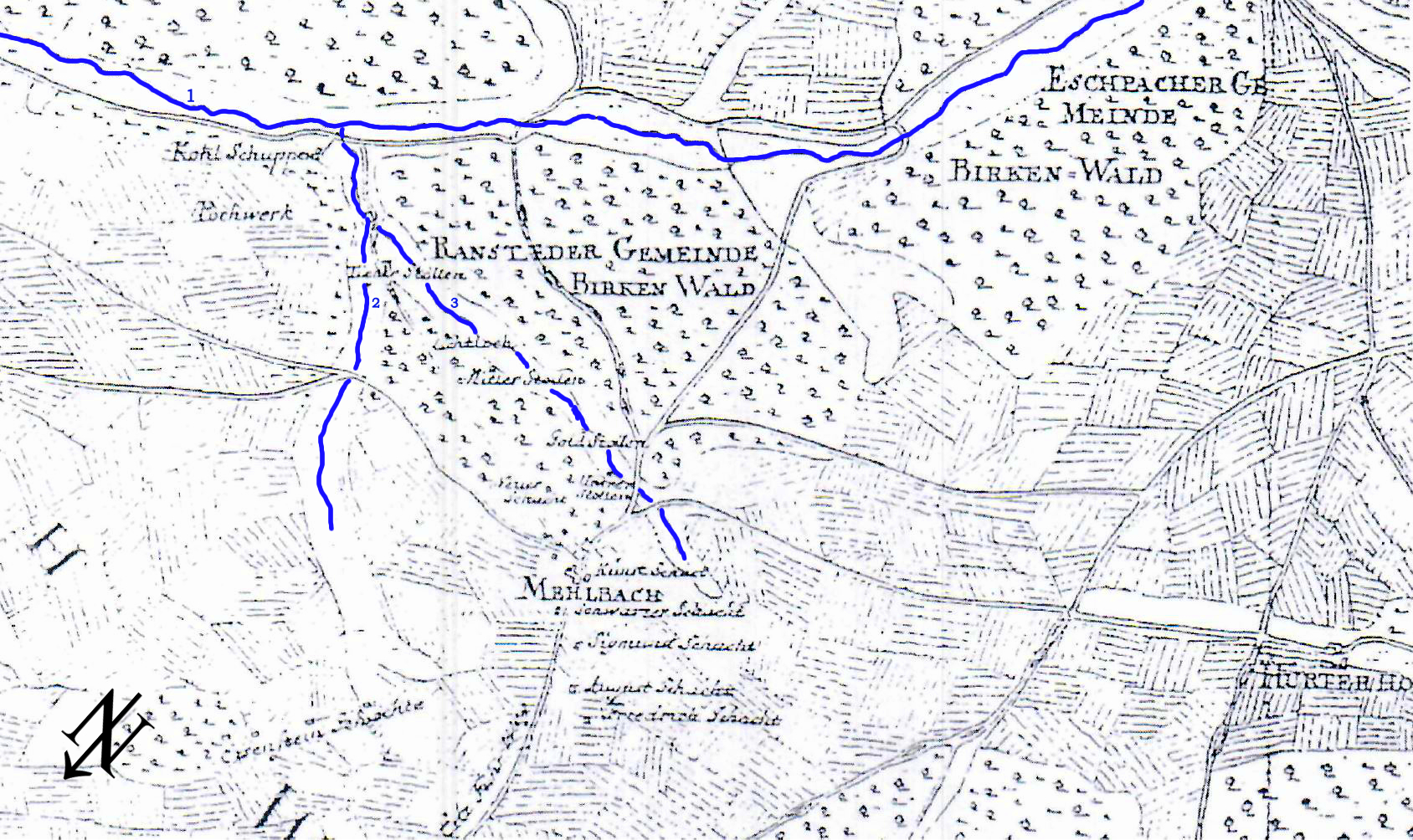
Ausschnitt Grubenplan 1763

Die Bezeichnung Grube Mehlbach wird erstmals 1625 aktenkundig, als drei Bürgern aus Weilmünster erlaubt wird, das "alte bergwerk uff der Milbach oder der Neweberg genannt, wieder zu bawen und ufzurichten". Der gerade wütende Dreißigjährige Krieg hat die Region und den Bergbau bereits schwer verwüstet und es wird trotzdem ein Neuanfang versucht. Dieser war wahrscheinlich ohne großen Erfolg. Die kommenden Jahrzehnte konnte sich die Region nur sehr langsam von den Kriegsfolgen und den Folgen der Pestepidemien in den Jahren 1624 bis 1626 erholen. In den nassauischen Landen war streckenweise über die Hälfte der Bevölkerung an der Pest verstorben, weitere Verluste gab es durch Hungersnöte und Kriegstreiben. Der Bergbau war komplett zum Erliegen gekommen.

### Blütezeit im 18. Jahrhundert
Neue Nachricht von der Grube ist erst wieder aus 1740 überliefert, dort wird beschrieben, dass die vom Weilburger Amtmann Archenholz gegründete Gewerkschaft keinen Erfolg hat. Zehn Jahre später wird der Kammerrat Freiherr Jacob Sigismund Waitz von Eschen aus Kassel mit der Grube und benachbarten Grubenfeldern belehnt und kann schnell große Erfolge vorweisen. Noch im gleichen Jahr wird die von ihm belieferte Hütte in Klein-Weinbach (Lage
 bei Weinbach) 518 Mark (ca. 121 kg) aus dem Grubenerz erschmolzenes Blicksilber an die Münze in Weilburg liefern. Die gute Ausbeute wurde schon 1750 mit der Prägung eines silbernen Ausbeutetalers gewürdigt. Auch 1752 wurden weitere Ausbeutetaler geschaffen.
Im Jahr 1751 waren bereits so viele Bergleute auf der Grube beschäftigt, dass die Lehnsträger den Kindern der Bergleuten eine Schule errichten mussten. Zudem wurde die Kirche mit zwei Freikuxen bedacht und auch den Armen aus Weilmünster Zuwendung gegeben. Das umfangreiche Grubengebäude mit über 10 Schächten, zahlreichen Stollen und Sohlen wurde in einem 1750 erstellten 3 m breiten Grubenbild detailliert dargestellt, dieses ist heute im Bergbaumuseum Weilburg archiviert.
Waitz von Eschen wurde 1757 zum Staatsminister berufen und schenkte die Grube 1761 seinem Sohn Johann Friedrich, der allerdings wenige Jahre später 1767 verstarb. Der Bergbau kam weitgehend zum Erliegen und vor 1775 fiel die Grube erneut ins Freie.

### Industrialisierung im 19. Jahrhundert
Im Laufe der nächsten 100 Jahre wurde die Grube an zahlreiche Unternehmer verliehen, diesen war jedoch kein Erfolg beschieden, da die notwendigen Arbeiten zur Untersuchung der Lagerstätte nicht durchgeführt wurden. Zwischen 1864 und 1870 wurde ein umfangreiches Gutachten über die Grube durch Bergverwalter Erhardt erstellt, dieses beschreibt die Grubenbaue wie folgt:
- Die Grubenbaue verfügen über eine Ausdehnung von 450 Lachtern
- Es gibt 3 Stollen: der Obere, der mittlere Kneisselche und der Tiefe Stollen
- Es gibt 10 Schächte: der Rollbinger Schacht, der Neue Kunstschacht (28 Lachter Teufe), der Backofen Schacht (19 Lachter Teufe), der Alte Kunstschacht (29 Lachter Teufe, mit Verbindung zum Tiefen Stollen), der Schwarze Schacht (18 Lachter Teufe), der Sigismund Schacht (36 Lachter Teufe, mit Verbindung zum Tiefen Stollen), der Schäfer Schacht (15 Lachter Teufe), der August Schacht, der Friedrichs Schacht und der Gelbe Schacht (je 18–20 Lachter Teufe).
- Der stärkste Abbau sei auf einer Länge von 200 Lachtern über der Sohle des Mittleren Stollen geführt worden
- Erhardt prognostiziert reiche Ausbeute und empfiehlt den Einsatz einer Dampfmaschine

Die folgenden zwanzig Jahre versuchen sich wechselnde Besitzer an der Grube, jedoch ohne bekannt gewordenen Erfolg.
Erst 1889 wurde durch zwei Gesellschaften umfangreich investiert und industrieller Tiefbau begonnen. Unter Tage wurde der Tiefe Stollen weiter vorangetrieben und alte Strecken wieder aufgewältigt. Über Tage wird der Neue Kunstschacht mittels einer neuen Dampfmaschine und einem Kesselhaus modernisiert, zudem wurde der Schacht weiter abgeteuft. Ein Maschinenschacht wird bis 1893 abgeteuft. Die Betriebsergebnisse waren allerdings ungünstig, so dass der Betrieb zweimal unterbrochen wurde und die Eigentümer wechselten. Im Juni 1900 wurde die Grube elektrifiziert und ein Generator an die Wasserhaltungsmaschine angebracht. Die erste und zweite Tiefbausohle wurden mit einer elektrischen Lichtanlage versehen und auch eine elektrische Pumpe installiert. Ende 1900 hat der Maschinenschacht eine Teufe von 125 m erreicht und eine weitere Tiefbausohle wurde geschaffen. Auf der neuen Tiefbausohle kommen elektrische Bohrmaschinen zum Einsatz. Trotz aller Anstrengungen geht die Gewerkschaft Wolfgang als Eigentümerin im Juni 1901 Konkurs.
1908 übernimmt der Berliner Gewerke Baron Willy von Dulong die Grube und versuchte den Bergbau wieder in Gang zu bringen. Belegbare Erfolge blieben jedoch aus. Die Firma von Dulong hatte bis 1920 bereits 19 Bergwerke im Lahn-Dill Gebiet und im Siegerland zum Besitz, ging aber Anfang der 1920er Jahre in Konkurs. Die Grube Mehlbach wurde am 11. Februar 1921 endgültig stillgelegt, die Schächte zugeworfen.

## Grubengebäude
- Karte mit allen Koordinaten:
- OSM |
- WikiMap

Die Grube besteht aus zahlreichen Schächten und Stollen sowie mindestens vier Sohlen. Der Jahrhunderte währende Bergbau hat über Tage keine baulichen Reste hinterlassen, es finden sich jedoch im Gelände zahlreiche Pingen und Haldenreste, die heute noch auffindbar sind:
| Schacht                | begonnen | Lage | Teufe (Lachter) | Bild |
| August                 |          | Lage |                 |      |
| Friedrich              |          | Lage |                 |      |
| Sigmund oder Sigismund |          | Lage |                 |      |
| Neuer                  |          | Lage |                 |      |
| Kunst                  |          | Lage |                 |      |
| Maschinen              |          | Lage |                 |      |
| Zweitunterster         |          | Lage |                 |      |
| Lichtloch              |          | Lage |                 |      |
| Schacht                |          | Lage |                 |      |
| Schacht                |          | Lage |                 |      |

Stollen:
- Tiefer Stollen, Wasserlösungsstollen der Grube, Erbstollen, bis Anfang der 2000er Jahre noch sichtbarer Stollenmund  Lage

- Mittlerer Kneissl-Stollen  Lage

- (Unterer?) Stollen  Lage

- Stollen  Lage

- Stollen  Lage

- Stollen  Lage

- Stollen  Lage

- Stollen  Lage

- Stollen  Lage

- Stollen  Lage

- Stollen (Schiefer) Lage

- Stollen (Schiefer) Lage